# Université de Hiroshima
L'université de Hiroshima (広島大学, Hiroshima Daigaku, couramment abrégée en Hirodai, 広大) est une université nationale japonaise, située à Higashihiroshima dans la préfecture d'Hiroshima.

## Histoire

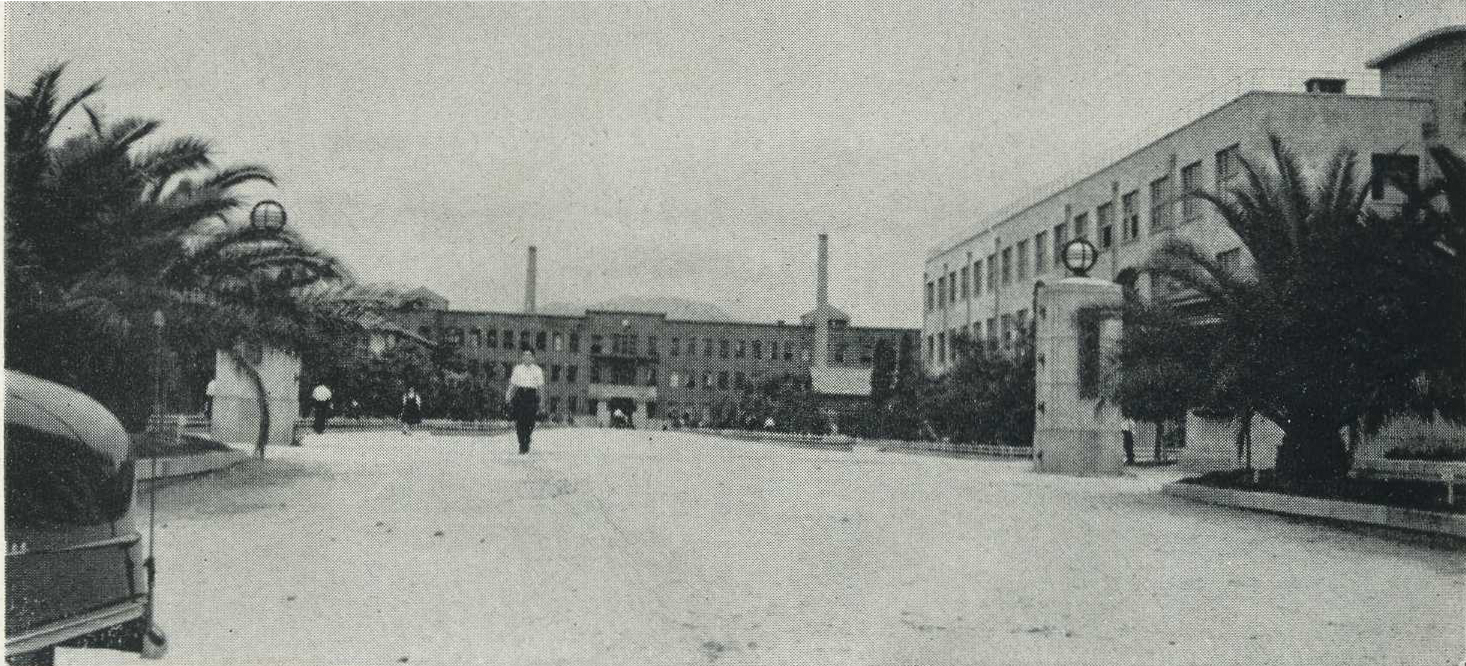
Université de Hiroshima en 1955

L'université a été créée en 1949 par la fusion de structure existantes préalablement.

## Composantes
L'université est structurée en facultés de 1er cycle (学部, gakubu), qui ont la charge des étudiants de 1er cycle universitaire, et en facultés de cycles supérieurs (研究科, kenkyūka), qui ont la charge des étudiants de 2e et 3e cycle universitaire,.

### Facultés de1ercycle
L'université compte onze facultés de 1er cycle (学部, gakubu).
- Faculté d'arts et sciences
- Faculté de médecine
- Faculté de lettres
- Faculté d'odontologie
- Faculté d'éducation
- Faculté de sciences pharmaceutique
- Faculté de droit
- Faculté d'ingénierie
- Faculté d'économie
- Faculté de biologie appliquée
- Faculté de science

### Facultés de cycles supérieur
L'université compte 12 facultés de cycles supérieurs (研究科, kenkyūka).
- Faculté d'arts et sciences
- Faculté de sciences de la santé
- Faculté de lettres
- Faculté d'ingénierie
- Faculté d'éducation
- Faculté de sciences de la biosphère
- Faculté de sciences sociales
- Faculté de sciences biomédicales
- Faculté de sciences
- Faculté pour le développement et la coopération internationales
- Faculté des sciences de la matière
- École de droit

## Personnalités liées

### Anciens étudiants
- Fujimura Osamu, parlementaire japonais
- Ikio Satō, herpétologiste
- Akira Miyawaki, botaniste
- Hiroko Oyamada, romancière lauréate du Prix Akutagawa